# Dance Collection
Albums de Jolin Tsai
Together
(2001) Magic
(2003)
Remix par Jolin Tsai
J9
(2004)
Dance Collection (chinois traditionnel : 電音舞道館) est la première compilation de remixes de la chanteuse Jolin Tsai, sorti le 2 avril 2002 sous le label Universal Music.

## Liste des titres
| No  | Titre                                                                                 | Durée |
| --- | ------------------------------------------------------------------------------------- | ----- |
| 1.  | Show Your Love (Remix)                                                                |       |
| 2.  | Ru Guo Bu Xiang Yao (Remix) (如果不想要, If I Don't Want to)                          |       |
| 3.  | Ni Kuai Le Ma (Remix) (你快樂嗎, Are You Happy)                                       |       |
| 4.  | Guai Wo Dai Nian Qing (Remix) (怪我太年輕, Blame It on the Age)                       |       |
| 5.  | Cai Xiang (Remix) (猜想, Guessing)                                                    |       |
| 6.  | Ni Shi Mo Lin Hua Du Shuo Bu Qing (Remix) (你怎麼連話都說不清楚, Can't Speak Clearly) |       |
| 7.  | Kuai You Ai (Remix) (快有愛, Love Is Near)                                            |       |
| 8.  | You Gotta Know (Remix)                                                                |       |
| 9.  | Gu Dan De Ren Zong Shuo Wu So Wei (Remix) (孤單的人總說無所謂, Words of Loneliness)   |       |
| 10. | Kong Bai (Remix) (空白, Emptiness)                                                    |       |
| 11. | Piao Fu (Remix) (飄浮, Floating)                                                      |       |
| 12. | Ai Shang Le Yi Tiao Jie (Remix) (愛上了一條街, Fall in Love with a Street)            |       |